# Sylvie Nantcha

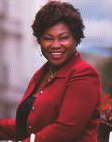
Sylvie Nantcha (2012)

Sylvie Nantcha (* 23. August 1974 in Maroua, Kamerun) ist eine deutsche Germanistin und Politikerin (CDU). 2009 war sie die erste afrodeutsche CDU-Stadträtin in einer deutschen Kommune. Sylvie Nantcha ist Hauptpreisträgerin des Helene-Weber-Preises 2011. Sie ist die Initiatorin und Bundesvorsitzende von TANG – The African Network of Germany und hat mehr als 20 Projekte initiiert und durchgeführt in Zusammenarbeit mit verschiedenen Bundesministerien.

## Jugend in Kamerun
Nantcha stammt aus Kamerun, lebt seit 1992 in Deutschland und hat seit 2003 die deutsche Staatsangehörigkeit. Sie wurde in Maroua als viertes von acht Kindern von Berthe und François Djeumo geboren.
Nantchas Vater François Djeumo war bis 1986 Chief Officer der Stadtwerke SONEL in Kamerun. Von 1987 bis 2007 arbeitete er mit seiner Frau Berthe als Hotelunternehmer in Kamerun. Beide waren 15 Jahre lang sehr aktiv in der katholischen Kirche in Kamerun; François Djeumo als Vorstand der Baukommission des Bistums Bafoussam, Berthe Djeumo als Vorsitzende des Pfarrgemeinderates in Kamkop Bafoussam, Vorstandsmitglied des Pastoralrates des Bistums Bafoussam, und als Vize-Präsidentin der katholischen Frauengemeinschaft in Kamerun.
Nantcha besuchte den Kindergarten im Alter von zwei Jahren und begann die Grundschule, als sie vier Jahre alt war. Sie bestand im Alter von 16 Jahren ihr Abitur am Lycée classique (humanistischen Gymnasium) von Bafoussam. Im selben Jahr begann sie ein Germanistikstudium an der Universität Yaoundé.
Sylvie Nantcha war als Kind und Jugendliche in Kamerun stark engagiert. Sie war aktiv in der Kirche, sang im Jugendchor und nahm an Gebetsgruppen teil. Zudem engagierte sie sich als junge Journalistin bei einem Radiosender, wo sie die Jugend über verschiedene gesellschaftliche Themen sensibilisierte und informierte.
Im Jahr 2009 wanderten ihre Eltern in die USA aus, wo vier ihrer sieben Geschwister leben. Tragischerweise verstarb Sylvie Nantchas Vater 2013 in Houston, und er wurde in Kamerun beerdigt. Seitdem lebt ihre Mutter weiterhin in den USA und hat mittlerweile die amerikanische Staatsangehörigkeit erworben. Insgesamt leben vier Geschwister und ihre Mutter in den USA und sind somit Amerikaner.
Die Familie von Sylvie Nantcha ist international geprägt und umfasst Amerikaner, Kameruner, Deutsche und Franzosen. Diese multikulturelle Herkunft hat ihre Perspektiven und ihr Engagement für soziale Themen stark beeinflusst und prägt weiterhin ihre Identität und ihren Einsatz für Integration und Chancengleichheit.

## Aus Kamerun nach Deutschland
Nantcha kam 1992 im Alter von 17 Jahren zum Studium nach Deutschland. Von 1992 bis 1993 lernte sie an der Albert-Ludwigs-Universität Freiburg die deutsche Sprache (DaF). Von 1993 bis 1999 studierte sie in Freiburg Germanistik, Romanistik und Sprachwissenschaft. 2006 arbeitete sie an der Universität Freiburg als Koordinatorin und Geschäftsführung der IGA - Internationale Graduierten Akademie. 2008 promovierte sie im Bereich der Interkulturellen Germanistik zum Dr. phil.
Seit 2009 ist sie politisch engagiert. Im selben Jahr verfasste sie ein Buch für den Weltgebetstag 2010. 2010 gründete sie gemeinsam mit ihrem Mann, einem SAP-Senior-Berater, ein Beratungsunternehmen. Sie ist interkulturelle Germanistin, Moderatorin von Tagungen und Workshops, Fachreferentin und Trainerin und arbeitet mit wissenschaftlichen, politischen, kulturellen und kirchlichen Organisationen. 2013 gründete TANG sie TANG und ist seitdem Bundesvorsitzende. Seit 2015 arbeitet sie als Projektmanagerin in den Bereichen Integration, Entwicklungszusammenarbeit und Wirtschaft. Sie leitet mehrere bundesweiten und internationale Projekte. Das Projekt „Lost Dreams“ klärte z. B. mehr als 100.000.000 Menschen in sieben afrikanischen Ländern über die Risiken einer Europareise über das Mittelmeer und durch die Wüste auf. Seit 2022 ist sie nicht nur Bundesvorsitzende von TANG, sondern auch geschäftsführende Bundesvorsitzende von TANG.
Ferner bringt sie ihre Expertise in mehr als 30 Gremien der Bundesbehörden und Bundesministerien in den Bereichen Integration, Migration, Rassismusbekämpfung, Fluchtursachenbekämpfung, Afrika-Politik und Entwicklungszusammenarbeit ein. Sie ist Mitglied von unterschiedlichen Arbeitsgruppen zur Fortentwicklung vom NAP-I (Nationaler Aktionsplan für Integration) unter der Federführung der Integrationsbeauftragten der Bundeskanzlerin und mehreren Bundesministerien. Sie hat eine entscheidende Rolle bei der Anhörung des Kabinett zur Bekämpfung von Rechtsextremismus und Rassismus in Deutschland gespielt.
Sie war von 2019 bis 2021 Mitglied der Kommission Fluchtursachenbekämpfung der Bundesregierung. Die unabhängige Fachkommission Fluchtursachen erhielt im Juli 2019 von der Bundesregierung den Auftrag, Ansätze für eine wirksame Minderung dieser Ursachen zu entwickeln. Die Bundesregierung setzte damit einen Auftrag aus dem Koalitionsvertrag vom März 2018 um. Die 24 Experten aus Wissenschaft, Nichtregierungsorganisationen, Wirtschaft und internationalen Organisationen haben seit Oktober 2019 das breite Spektrum an flucht- und migrationsrelevanten Themen – von Konflikten, Menschenrechtsverletzungen und politischer Verfolgung bis hin zu Ressourcenknappheit, struktureller Ernährungsunsicherheit, Ungleichheit und den Folgen des Klimawandels – behandelt. Nach anderthalb Jahren intensiver Analyse hat die Fachkommission Fluchtursachen unter dem Vorsitz von Bärbel Dieckmann und Gerda Hasselfeldt am 18. Mai 2021 der Bundesregierung und dem Deutschen Bundestag ihre Ergebnisse in einem Bericht vorgestellt. Die Kommissionsmitglieder haben damit Vorschläge für Deutschlands künftiges Engagement entlang der gesamten thematischen Bandbreite auf nationaler und internationaler Ebene vorgelegt. Ihr Bericht schließt mit 15 konkreten Handlungsempfehlungen an die im Herbst 2021 neu gewählte Regierung, damit Deutschland die notwendigen Weichen für die Minderung der Ursachen von Flucht und irregulärer Migration stellen kann.

## Wissenschaft und Hochschule
Im Rahmen der Exzellenzinitiative hat sie als Geschäftsführerin und Koordinatorin die Graduiertenakademie der Universität Freiburg bis 2008 mit aufgebaut. Sie konzipierte und führte die ersten Qualifizierungsangebote der Doktoranden der Universität Freiburg, die ersten internationalen Milestone-Kolloquien, die ersten Semesterauftaktveranstaltungen der Doktoranden der Universität Freiburg und betreute Masterstudenten und Doktoranden. Obwohl inzwischen nicht mehr an der Universität tätig, ist sie weiterhin wissenschaftlich engagiert. Seit 2007 ist sie Regionaleiterin von Thesis Baden-Württemberg und Mitglied der Gesellschaft für interkulturelle Germanistik.
Ihre wissenschaftlichen Schwerpunkte sind Mehrsprachigkeit, Spracherwerb, interkulturelle Literatur, Diversität, interkulturelle Kommunikation, Kulturkontaktformen, soziale Dimension der Identitätskonstruktion und Afrika-Fremdwahrnehmung.
Sie ist öfters in Kamerun als Gastdozentin unterwegs.
Sie ist Beiratsmitglied von ACT, das im Jahr 2020 gegründete Africa Centre for Transregional Research (ACT) der Albert-Ludwigs-Universität Freiburg.

## Politische Arbeit

### CDU-Stadträtin in Freiburg und in ganz Deutschland
Sylvie Nantcha wurde 2009 als erste afrodeutsche CDU-Stadträtin in Freiburg und in ganz Deutschland gewählt. Von 2009 bis 2014 und von 2016 bis 2019 war sie Stadträtin in Freiburg im Breisgau. In dieser Zeit war sie Sprecherin der CDU-Fraktion für Bildung und Integration. Beide Sprecherämter verlor sie 2011. Bei den Kommunalwahlen 2014 verpasste Nantcha knapp die Wiederwahl in den Freiburger Stadtrat, zog aber für den verstorbenen Hansjörg Sandler im April 2016 wieder in den Stadtrat ein. Sie engagierte sich weiterhin stark im Ausschuss für Schule und Weiterbildung, Ausschuss zur Besetzung von Schulleiterstellen, Ausschuss für Migration und im Umweltausschuss. Sie übernahm Patenschaften für die Stadtteile Betzenhausen-Bischofslinde und St. Georgen. Außerdem war sie Mitglied im Nachhaltigkeitsrat der Stadt Freiburg, Mitglied des Vorstands der Volkshochschule der Stadt Freiburg, stellvertretendes Mitglied des Lenkungsausschusses der Metropolregion Oberrhein und Mitglied im Aufsichtsrat der Freiburg Wirtschaft Touristik und Messe GmbH (FWTM).
Während ihrer Amtszeit in Freiburg initiierte Nantcha bedeutende Projekte wie den Integrationspreis der Stadt Freiburg und die Einbürgerungskampagne. Sie gilt auch als eine der zwei Schlüsselfiguren hinter dem Leitbild „Integration der Stadtgesellschaft Freiburg“. Zudem setzte sie sich für das Bildungspaket der Stadt sowie den Integrationsfonds ein. In ihrer Rolle als bildungspolitische Sprecherin arbeitete sie intensiv mit den 77 Schulen Freiburgs zusammen, um Ganztagsschulen, Werkrealschulen und die Schulsanierung, insbesondere des Theodor-Heuss-Gymnasiums und der Staudinger Schule, voranzutreiben.
Sylvie Nantcha prägte maßgeblich den Prozess zur Schaffung des Leitbildes „Migration und Integration“ und hat die Idee und die Einführung des Freiburger Integrationspreises initiiert, wodurch sie eine führende Rolle in der kommunalen Integrationspolitik einnahm.
Für ihr kommunalpolitisches Engagement erhielt sie 2011 den Helene-Weber-Hauptpreis der Bundesregierung, eine Auszeichnung für engagierte Frauen in der Kommunalpolitik. Zusätzlich wurde sie mit der Ehrenmedaille der Stadt Freiburg für ihre Verdienste geehrt.

### CDU-Landesvorstandsmitglied in Baden-Württemberg und auf Bundesebene
In 2009 wurde sie ebenfalls als erstes afrodeutsches Mitglied in Deutschland in Baden-Württemberg in einen Landesvorstand der CDU gewählt. Sie war Landesvorstandsmitglied der Frauen-Union in Baden-Württemberg und Landeskoordinatorin des Migrantinnen-Netzwerks der Frauen-Union Baden-Württemberg. Seit 2013 ist Nantcha nicht mehr Mitglied des Landesvorstandes der CDU.
2001 gründete sie den interkulturellen Deutsch-Afrikanischen Verein (IDAV e. V.) und ist seit 2006 Lektorin der Pfarrei St. Peter und Paul in St. Georgen. Seit 2007 ist sie Mitglied des Vorstands der Außerunterrichtlichen Betreuung (AUB) der Anne-Frank-Grundschule in Betzenhausen-Bischofslinde. Nantcha unterstützt verschiedene Organisationen, Migrantenselbstorganisationen und kirchliche Organisationen. Ihre politischen Schwerpunkte sind in den Bereichen Bildung, Integration, Familie, Wirtschaftsförderung, Entwicklungszusammenarbeit und Umwelt zu verorten.

### Mitwirkung auf der Bundesebene als CDU-Politikerin
Netzwerk Integration der CDU Deutschland: Dr. Nantcha ist Mitgründerin des Netzwerkes Integration der CDU Deutschland, das 2013 ins Leben gerufen wurde, und aktiv in der Gestaltung der Integrations- und Migrationspolitik der CDU auf Bundesebene.
Zukunftskommission „Meine CDU 2017“: Von 2013 bis 2015 war sie Mitglied der Zukunftskommission „Meine CDU 2017“, die von Generalsekretär Peter Tauber geleitet wurde. Ziel dieser Kommission war es, die Partei zu modernisieren und zukunftsfähig zu machen, um sie jünger, weiblicher und vielfältiger zu gestalten, damit sie bleibt was sie ist: die erfolgreiche Volkspartei der Mitte. Mit der Parteireform „Meine CDU 2017“ hat der Parteitag in Karlsruhe nun einen Beschluss verabschiedet, der helfen sollte, dieses Ziel zu erreichen.
Grundsatzprogramm der CDU 2024: Nantcha wurde als Sachkundige in zwei Fachkommissionen zur Erarbeitung des Grundsatzprogramms der CDU Deutschland einberufen, namentlich in die Fachkommission für Zusammenhalt und die Fachkommission für Internationale Stabilität.
Nominierung zur Bundestagskandidatur im Wahlkreis 281: 2012 scheiterte sie deutlich in der parteiinternen Nominierung zur Bundestagskandidatin im Bundestagswahlkreis Freiburg. 2024 bewarb sie sich erneut um die Bundestagskandidatur im Wahlkreis Freiburg und wurde nicht nominiert. Sie erklärte: „Ich bleibe meinem Traum treu: Eines Tages wird es selbstverständlich sein, dass Menschen mit Zuwanderungsgeschichte in Volksparteien wie der CDU nominiert und gewählt werden. Darum werde ich mich weiterhin für eine gerechte und vielfältigere Gesellschaft einsetzen.“ Ihre Vision für Deutschland ist, ein „Chancenland“ zu schaffen.

### Gründerin und Bundesvorsitzende von TANG- The African Network of Germany e. V.
Sylvie Nantcha ist Initiatorin und Bundesvorsitzende von TANG – The African Network of Germany. Seit 2015 führte sie circa 20 Projekte bundesweit in Zusammenarbeit mit Bundesministerien durch, darunter Projekte wie Menschen stärken Menschen, Vielfalt gestalten, Lost dreams. Schwerpunkt der Arbeit von TANG ist auch die Mitgestaltung der deutschen Integrationspolitik durch die aktive Teilnahme an integrationspolitischen Treffen der Beauftragten der Bundesregierung für Migration, Flüchtlinge und Integration und am Integrationsgipfel der Bundeskanzlerin sowie die Erarbeitung eines Positionspapiers für den Integrationsgipfel. Das Bundesnetzwerk TANG vernetzt aktuell mehr als 900 afrodeutsche Vereine. Schwerpunkte der Arbeit sind die Integration von Menschen mit afrikanischer Abstammung in Deutschland und die Stärkung der deutsch-afrikanischen Beziehungen. Die Geschäftsstelle des Bundesnetzwerks TANG befindet sich in Freiburg. Seit 2014 nimmt Sylvie Nantcha jedes Jahr am Integrationsgipfel der Bundeskanzlerin und an den Dialogrunden der Bundesintegrationsbeauftragten im Bundeskanzleramt teil.

### Kabinettsausschuss der Bundesregierung zur Bekämpfung von Rassismus und Rechtsextremismus
Sylvie Nantcha spielte eine herausragende Rolle im Kabinettsausschuss der Bundesregierung zur Bekämpfung von Rassismus und Rechtsextremismus, der als Reaktion auf den rassistischen Anschlag in Hanau gegründet wurde. Der Anschlag führte zu einem verstärkten Engagement zahlreicher Migrantenverbände, die ein entschlossenes Vorgehen gegen rassistische Gewalt und Diskriminierung forderten.
Als Bundesvorsitzende von The African Network of Germany (TANG) war Nantcha bei der Pressekonferenz anwesend, in der Bundeskanzlerin Angela Merkel und andere Minister die Gründung des Kabinettsausschusses der Bundesregierung zur Bekämpfung von Rassismus und Rechtsextremismus verkündeten. Sie betonte die Dringlichkeit, Rassismus und Rechtsextremismus entschieden zu bekämpfen, und forderte eine intensivere Zusammenarbeit zwischen der Bundesregierung und zivilgesellschaftlichen Akteuren.
Der Ausschuss hat insgesamt 89 Maßnahmen verabschiedet, die auf die Unterstützung von Opfern, die Verbesserung der Präventionsarbeit und die Stärkung der Sicherheitsbehörden abzielen. Neue gesetzliche Grundlagen wurden geschaffen, um Hasskriminalität effektiver zu bekämpfen und das Engagement der Zivilgesellschaft zu fördern. Bundesinnenminister Horst Seehofer erklärte, dass die Maßnahmen darauf abzielen, die wehrhafte Demokratie Deutschlands zu stärken und ein nachhaltiges Bewusstsein für Rassismus und Extremismus in der Gesellschaft zu fördern.
Durch ihre Mitwirkung hat Nantcha wesentlich zur Sichtbarkeit der Herausforderungen beigetragen und konkrete Schritte zur Verbesserung der Lebensbedingungen von Minderheiten in Deutschland angestoßen. Besonders hervorzuheben ist ihr Einsatz dafür, dass die Bundesregierung Rassismus gegen Schwarze Menschen als ernstzunehmendes Problem anerkennt. In den Anhörungen des Kabinettsausschusses hat ihr Netzwerk TANG Empfehlungen ausgesprochen, die in die 89 Maßnahmen integriert wurden. Ihr Engagement demonstriert, wie Migrantenverbände aktiv zur politischen Agenda und zur Schaffung einer gerechteren Gesellschaft beitragen können.

### Fachkommission Fluchtursachen der Bundesregierung
Sylvie Nantcha war von 2019 bis 2021 Mitglied der Kommission Fluchtursachenbekämpfung der Bundesregierung. Die unabhängige Fachkommission Fluchtursachen erhielt im Juli 2019 von der Bundesregierung den Auftrag, Ansätze für eine wirksame Minderung dieser Ursachen zu entwickeln. Die Bundesregierung setzte damit einen Auftrag aus dem Koalitionsvertrag vom März 2018 um. Die 24 Experten aus Wissenschaft, Nichtregierungsorganisationen, Wirtschaft und internationalen Organisationen haben seit Oktober 2019 das breite Spektrum an flucht- und migrationsrelevanten Themen – von Konflikten, Menschenrechtsverletzungen und politischer Verfolgung bis hin zu Ressourcenknappheit, struktureller Ernährungsunsicherheit, Ungleichheit und den Folgen des Klimawandels – behandelt. Nach anderthalb Jahren intensiver Analyse hat die Fachkommission Fluchtursachen unter dem Vorsitz von Bärbel Dieckmann und Gerda Hasselfeldt am 18. Mai 2021 der Bundesregierung und dem Deutschen Bundestag ihre Ergebnisse in einem Bericht vorgestellt. Die Kommissionsmitglieder haben damit Vorschläge für Deutschlands künftiges Engagement entlang der gesamten thematischen Bandbreite auf nationaler und internationaler Ebene vorgelegt. Ihr Bericht schließt mit 15 konkreten Handlungsempfehlungen an die im Herbst 2021 neu gewählte Regierung, damit Deutschland die notwendigen Weichen für die Minderung der Ursachen von Flucht und irregulärer Migration stellen kann.

### Mitglied der Jury der Deutschen Afrika Stiftung
Seit 2021 ist Sylvie Nantcha Mitglied der Jury des Deutschen Afrika-Preises, der von der Deutschen Afrika Stiftung verliehen wird. Diese Stiftung, gegründet 1978, hat das Ziel, die politischen, wirtschaftlichen und kulturellen Beziehungen zwischen Deutschland und den afrikanischen Ländern zu stärken. Mit dem Deutschen Afrika-Preis ehrt die Stiftung seit 1993 herausragende Persönlichkeiten aus Afrika, die sich für Frieden, Demokratie, Menschenrechte oder nachhaltige Entwicklung in ihren Ländern eingesetzt haben.
Sie ist ebenfalls Mitglied der Deutschen Stiftung für Afrika seit 2022. Die Deutsche Afrika Stiftung setzt sich darüber hinaus für die Förderung wissenschaftlicher, kultureller und wirtschaftlicher Projekte in Afrika ein und unterstützt Publikationen, die ein besseres Verständnis der afrikanischen Kontinente fördern. Claus Stäcker, Leiter der Afrika-Programme der Deutschen Welle, ist seit 2019 Präsident der Jury. Die Stiftung engagiert sich auch durch verschiedene Projekte und Partnerschaften für die Stärkung der zivilgesellschaftlichen Zusammenarbeit zwischen Deutschland und Afrika.

## Familie
Sylvie Nantcha ist Mutter von drei leiblichen Kindern: zwei Söhnen und einer Tochter. Ihr Sohn Giovani Nantcha hat nach seinem dreifachen Abitur (Deutsches Abitur, Französisches Baccalauréat, Amerikanischer Highschool-Abschluss) Deutsch-Französisches Recht an der Universität Köln, an der Paris Sorbonne und am College d'Europe in Brügge studiert, wo er seinen Bachelor, Master 1 und Master 2 erworben hat. Giovani Nantcha ist Präsident des J.D.F.R e. V. an der Universität Köln. Ihre Tochter Miriam Nantcha diente nach ihrem Abitur mit dem Schwerpunkt Biotechnologie als Soldatin in der Deutschen Marine. Für ihren Dienst bei der Bundeswehr erhielt sie drei Einsatzmedaillen für ihre Auslandseinsätze im Rahmen der NATO-Aktivitäten und studiert nun Bioinformatik. Ihr Sohn Marcel Ange Nantcha ist ein in Deutschland bekannter Musiker und Rapper unter dem Namen Js.Scotty und hat nach seinem doppelten Abschluss (Deutsches Abitur und Französisches Baccalauréat) einen Vertrag mit Sony Music Deutschland unterzeichnet. Er trat kürzlich beim Bürgerfest des Bundespräsidenten im Schloss Bellevue am 13. September 2024 auf. Aus christlichen Gründen entschied sich Sylvie Nantcha 2017, drei Pflegekinder aufzunehmen, die sie bis 2024 großzog. Diese kamen im Alter von 6, 8 und 10 Jahren zu ihr und blieben, bis sie 13, 15 und 17 Jahre alt wurden. Insgesamt hat sie somit drei leibliche Kinder und drei Pflegekinder großgezogen. Alle Kinder sind dreisprachig aufgewachsen und können Deutsch, Englisch und Französisch.

## Ehrungen
- Helene-Weber- Hauptpreisträgerin Deutschlands 2011
- Ehrenmedaille der Stadt Freiburg
- African Diaspora Living Legend 2016 – Recognition / Award (for Political Engagement)[42]

## Publikationen
- Interdisziplinarität, Kulturtransfer, Literatur. Afrika-Fremdwahrnehmung in ausgewählten deutschsprachigen Reisewerken von der Kolonialzeit bis zur Gegenwart. Königshausen & Neumann 2009, ISBN 978-3-8260-4071-9